# Artins
Artins é uma comuna francesa na região administrativa do Centro, no departamento Loir-et-Cher. Estende-se por uma área de 11,76 km². Em 2010 a comuna tinha 270 habitantes (densidade: 23 hab./km²).